# Revista Brasileira de Música
Uma das principais publicações musicais brasileiras, circulou entre 1934 e 1945, mantida pelo Instituto Nacional de Música.
Dirigida por Luís Heitor, teve entre seus colabores os principais personagens do meio musical brasileiro, entre outros Mário de Andrade, Francisco Mignone, Ceição de Barros Barreto e Sá Pereira
Nos anos de 1920 existiu a Revista Brasil Musical.